# Новеньке (Юр’єво-Девичевське сільське поселення)
Новеньке (рос. Новенькое) — присілок в Конаковському районі Тверської області Російської Федерації.
Населення становить 40 осіб. Входить до складу муніципального утворення Юр'єво-Девичевське сільське поселення.

## Історія
Від 2005 року входить до складу муніципального утворення Юр'єво-Девичевське сільське поселення.

## Населення
| 2010 |
| ---- |
| 40   |